# Janice Smith
Janice Marie Smith (* 20. April 1945 in Rochester, New York; † 18. Januar 2022 in Bacliff, Texas) war eine US-amerikanische Eisschnellläuferin.

## Leben
Janice Smith belegte bei den Olympischen Winterspielen 1964 im Rennen über 500 Meter den vierten und über 1000 Meter den siebten Platz. Im Rennen über 1500 Meter stürzte sie wegen einer Schneewehe. Zwar beendete Smith das Rennen als 24., musste aber infolge des Sturzes ins Krankenhaus eingeliefert werden, hatte jedoch keine größeren Verletzungen davongetragen.
Darüber hinaus wurde Smith Zwölfte bei den Mehrkampfweltmeisterschaften 1964.
Janice Smith war gelernte Pädagogin und unterrichtete angehende Erzieher am College of the Mainland.
Smith starb am 18. Januar 2022 im Alter von 76 Jahren an den Folgen eines Schlaganfalls.